# Alex Sanders (auteur)
Pour les articles homonymes, voir Sanders.
Alex Sanders, né le 18 août 1964 à Perpignan, est un écrivain et illustrateur français de littérature jeunesse.

## Biographie
Alex Sanders a fait des études de cinéma à Bruxelles et a travaillé comme assistant de Jean-Paul Goude. Il vit et travaille aujourd'hui à Paris comme écrivain et illustrateur, mais il est également peintre et photographe. Il se consacre aux livres pour enfants depuis 1993 et a déjà écrit et illustré plus de 80 œuvres.
Ses ouvrages s'adressent majoritairement à un très jeune public, avec des illustrations très colorées, et souvent des personnages d'animaux, comme par exemple le petit ours de sa série Bob, le petit lapin de sa série Lulu, les dinosaures de ses séries Le Piratosaure et Pop, et la galerie d'animaux sauvages de sa série Mini Zoo.
Sa série Les Rois et les Reines, de plus de 20 titres, a été adaptée en série de dessins animés.
Il collabore avec un autre auteur-illustrateur jeunesse : Pierrick Bisinski, dont il a illustré les textes de la série des Pop, et ensemble, écrivent et illustrent la série des Tous les et Toutes les.
Il illustre le très joli jeu Woolfy de Djeco, adapté aux enfants de 5 à 9 ans.

## Publications

### Séries
- Aux Éditions Gallimard :
  - Les Rois et les Reines[4], de plus de 20 titres, avec entre autres les albums La Reine Jolie Jolie ; La Reine Tutu et La Reine Chouchou[5]. Cette série a été adaptée en une série de dessins animés de 65 épisodes, diffusés entre 2000 et 2001 sur France 3.
  - Le Piratosaure, avec les albums : Le Piratosaure ;  Le Piratosaure, roi des pirates ; Piratosaure contre les monstres ; Le Piratosaure et le Fantôme de Barbedur, et Le Piratosaure et le yéti de la Montagne d'Or, sorti en 2015.
- Aux Éditions École des loisirs :
  - Bob le petit ours : avec entre autres les albums jeunesse : Oh, Bob ! ; Arrête, Bob ;  Ne pleure pas, Bob ! ; Quand tu seras grand, Bob ! ;  Magnifique, Bob ! ;  Et moi, Bob ? ; C'est bien, Bob ! ; Debout, Bob ! ; Tes chaussettes, Bob ! ; Arrête, Bob ! ; Courage, Bob !. Et en album grand format : Bob, mon amour ! et Bob, au tableau !
  - Lulu le petit lapin : avec entre autres les albums : Lulu et le loup ; Le rêve de Lulu ; C'est qui ? ; Toutes les couleurs ; Mon trésor ! et Mille petits chats.
  - Mini Zoo : avec entre autres les albums : Mini-singe ;  Mini-lion ; Mini éléphant ; Mini-hippo.
  - Pop, le petit dinosaure : textes de Pierrick Bisinski, illustrations de Alex Sanders, avec entre autres les albums Pop mange de toutes les couleurs et Pop artiste.
  - Tous les et Toutes les : avec Pierrick Bisinski, avec entre autres les albums : Tous les câlins et Toutes les princesses.
- Aux Éditions Casterman jeunesse :
  - Les Minimagics, avec Patrice Léo, série jeunesse avec animation papier interactive, avec les albums Le petit fantôme, et Le petit ogre qui croquait les oreilles.

### Adaptations
- La série jeunesse Les Rois et les Reines a été adaptée en une série de dessins animés de 65 épisodes, diffusés entre 2000 et 2001 sur France 3[4].

## Récompenses
- Prix Bernard Versele 2000 : Mon affreux papa, texte de Chris Donner, illustrations de Alex Sanders[6] (dans la catégorie "3 chouettes" : premières histoires illustrées)
- Prix de la Ville de Cherbourg-Octeville 2003 : Bob mon amour[7] (catégorie "Cycle 1")